# 塚田大願
塚田 大願（つかだ たいがん、1909年11月15日 - 1995年12月14日）は日本の社会運動家、労働運動家、政治家。参議院議員（日本共産党公認、1期）。幼名は武次。

## 来歴

### 戦前
新潟県南蒲原郡中之島村出身。上京し拓殖大学へ入ると労働運動に参加、1930年日本労働組合全国協議会（全協）傘下の日本交通運輸労働組合の活動家となるが、2度検挙されたため大学を中退する。1932年には全協中央常任委員に就任すると共に、日本共産党へ入党し日本共産青年同盟中央委員長に就く。治安維持法違反の廉で1933年に3度目の検挙となり、懲役5年を言い渡される。1940年には満期出所するが、翌年太平洋戦争勃発につき検挙され、2年後出所となる。

### 戦後
共産党本部でオルグ活動を行う傍ら、1961年中央委員に就任し、1971年の第9回参議院議員通常選挙で全国区から出馬し初当選。参議院議員を1期務めた後、1977年の第10回参議院議員通常選挙には立候補せず引退を表明した。
政界引退後は党中央委員会顧問（1985年就任）などをしていたが、1995年12月14日、多発性脳梗塞により埼玉県三郷市の病院で死去。86歳。

## 著書
- 『共産青年同盟の歴史:青年運動のかがやく伝統』日本青年出版社、1968年
- 『良寛の生き方』ゆぴてる社、1986年
- 『ラオスの回想記』光陽出版社、1995年4月　ISBN 4876621500